# Kojice
Kojice là một làng thuộc huyện Pardubice, vùng Pardubický, Cộng hòa Séc.